# Tắc kè đảo quỷ
Tắc kè đảo quỷ (danh pháp hai phần: Nactus serpensinsula) là một loài thằn lằn trong họ Gekkonidae. Loài này được Loveridge mô tả khoa học đầu tiên năm 1951.